# Winifred Wagner
Winifred Wagner (født 23. juni 1897 Hastings i England, død 5. marts 1980) blev i 1915 gift med komponisten Siegfried Wagner, der var søn af Richard Wagner.
Allerede i 1923 havde hun et nært venskab med Adolf Hitler. Hun skulle have sendt ham papiret, han skrev Mein Kampf på under hans fængselsophold. Fra 1930 til afslutningen af 2. verdenskrig var hun leder af Festspillene i Bayreuth.
Efter krigen blev hun af en af-nazifiseringsdomstol fjernet som leder af Festspillene, der blev overtaget af hendes to sønner, Wieland og Wolfgang. Winifred Wagner fortrød aldrig sin fascination af Hitler og holdt efter krigen kontakt med en række fremtrædende politikere på den yderste højrefløj